# Hydrochara soror
Hydrochara soror är en skalbaggsart som beskrevs av Ales Smetana 1980. Hydrochara soror ingår i släktet Hydrochara och familjen palpbaggar. Inga underarter finns listade i Catalogue of Life.